# Deltocephalus
Deltocephalus är ett släkte av insekter som beskrevs av Hermann Burmeister 1838. Deltocephalus ingår i familjen dvärgstritar.

## Dottertaxa tillDeltocephalus, i alfabetisk ordning[1][2]
- Deltocephalus africanus
- Deltocephalus alacer
- Deltocephalus alienus
- Deltocephalus aputelius
- Deltocephalus aristida
- Deltocephalus artemisiae
- Deltocephalus asemus
- Deltocephalus atrodentatus
- Deltocephalus balli
- Deltocephalus bapatlensis
- Deltocephalus barcalus
- Deltocephalus bavaricus
- Deltocephalus beomus
- Deltocephalus bicolor
- Deltocephalus biermani
- Deltocephalus bipunctatus
- Deltocephalus brachynotus
- Deltocephalus brunnescens
- Deltocephalus bulgaricus
- Deltocephalus butleri
- Deltocephalus buysi
- Deltocephalus campanus
- Deltocephalus campbelli
- Deltocephalus castoreus
- Deltocephalus chhota
- Deltocephalus chlorippe
- Deltocephalus coloratus
- Deltocephalus contrerasi
- Deltocephalus coronatus
- Deltocephalus costistriatus
- Deltocephalus cotula
- Deltocephalus deletus
- Deltocephalus diagnalis
- Deltocephalus ecchelii
- Deltocephalus eques
- Deltocephalus eurylobus
- Deltocephalus eurypterus
- Deltocephalus festivus
- Deltocephalus flavinervis
- Deltocephalus flavus
- Deltocephalus flebilis
- Deltocephalus fletcheri
- Deltocephalus frionus
- Deltocephalus furciferus
- Deltocephalus fuscinervosus
- Deltocephalus fuscovarius
- Deltocephalus gnarus
- Deltocephalus hamatus
- Deltocephalus hartigi
- Deltocephalus histrionicus
- Deltocephalus hoashii
- Deltocephalus hyalinus
- Deltocephalus immaculipennis
- Deltocephalus incisurus
- Deltocephalus indicus
- Deltocephalus jacintus
- Deltocephalus jaraxus
- Deltocephalus jenjouristi
- Deltocephalus kalaffoensis
- Deltocephalus kanoniellus
- Deltocephalus kilimanus
- Deltocephalus kolenatyi
- Deltocephalus leucophaeus
- Deltocephalus lineatifrons
- Deltocephalus lobatus
- Deltocephalus lucindae
- Deltocephalus luteus
- Deltocephalus maculatus
- Deltocephalus maculiceps
- Deltocephalus malaiasiae
- Deltocephalus marginivalvis
- Deltocephalus matsumuri
- Deltocephalus megalurus
- Deltocephalus melichari
- Deltocephalus mellae
- Deltocephalus menoni
- Deltocephalus metcalfi
- Deltocephalus minutulus
- Deltocephalus minutus
- Deltocephalus mystax
- Deltocephalus nakaharae
- Deltocephalus nana
- Deltocephalus nigrinota
- Deltocephalus nigriventer
- Deltocephalus nigriventris
- Deltocephalus obliteratus
- Deltocephalus ogumae
- Deltocephalus oranensis
- Deltocephalus ornatulus
- Deltocephalus pauxillus
- Deltocephalus penonus
- Deltocephalus porticus
- Deltocephalus posadai
- Deltocephalus problematicus
- Deltocephalus pruthii
- Deltocephalus pulicaris
- Deltocephalus pulvisculus
- Deltocephalus puncticeps
- Deltocephalus quadriplagiatus
- Deltocephalus replicatus
- Deltocephalus rufolineatus
- Deltocephalus saladurus
- Deltocephalus samuelsoni
- Deltocephalus sapporonis
- Deltocephalus scriptus
- Deltocephalus scuticus
- Deltocephalus serpentinus
- Deltocephalus stigma
- Deltocephalus taedius
- Deltocephalus tobae
- Deltocephalus transparipennis
- Deltocephalus trifax
- Deltocephalus triinfulatus
- Deltocephalus vanduzei
- Deltocephalus vanfus
- Deltocephalus variegatus
- Deltocephalus velox
- Deltocephalus viridellus
- Deltocephalus vulgaris
- Deltocephalus xipei
- Deltocephalus youngi
- Deltocephalus zephyrius